# Hunas

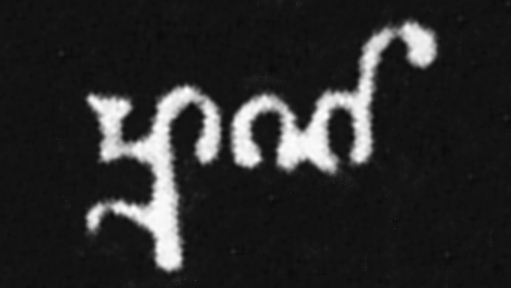
La parola Huna nell'iscrizione di Risthal

Hunas o Huna era il nome dato dagli antichi indiani a un gruppo di tribù dell'Asia centrale che, attraverso il passo di Khyber, entrarono nel subcontinente indiano alla fine del V o all'inizio del VI secolo.

## Storia
Gli Hunas occuparono aree all'interno della pianura gangetica, indebolendo notevolmente l'Impero Gupta.
Gli Hunas furono infine sconfitti da una coalizione di principi indiani che comprendeva il re indiano Yasodharman e l'imperatore Gupta Narasimhagupta. Questi ultimi sconfissero un esercito Hunas, de identificarsi qui con gli Unni Alchon, e il loro sovrano Mihirakula nel 528 d.C. e li scacciarono dall'India. Gli storici ritengono che i Gupta abbiano avuto solo un ruolo minore in questa campagna.
È opinione diffusa che gli Hunas comprendessero quattro raggruppamenti: i Chioniti, gli Eftaliti, gli Unni Alchon e gli Unni Nezak. Questi nomi, insieme a quello degli Harahuna (conosciuti anche come Halahuna o Harahura) menzionati nei testi indù, sono stati talvolta utilizzati per gli Hunas in generale; mentre questi gruppi (e gli Unni iraniani) sembrano essere stati una componente degli Hunas; tali nomi non erano necessariamente sinonimi. Alcuni autori suggeriscono che gli Unni fossero parte degli Eftaliti provenienti dall'Asia centrale. Anche la relazione, se esiste, degli Huna con gli Unni, un popolo dell'Asia centrale che invase l'Europa nello stesso periodo, non è chiara.
Nella sua massima estensione geografica in India, i territori controllati dagli Hunas coprivano la regione fino a Malwa, nell'India centrale. Le loro ripetute invasioni e perdite belliche furono la ragione principale del declino dell'Impero Gupta.

## Le fonti antiche
Le fonti cinesi collegano le tribù dell'Asia centrale che compongono gli Hunas delle fonti indiane sia agli Xiongnu dell'Asia nord-orientale sia agli Unni che in seguito invasero e si stabilirono in Europa.
Le opere di Tolomeo (II secolo) sono tra i primi testi europei a menzionare gli Unni, seguite dai testi di Marcellino e Prisco. Anch'essi suggeriscono che gli Unni fossero un popolo dell'Asia interna.
Lo storico romano del VI secolo Procopio di Cesarea mette in relazione gli Unni d'Europa con gli Eftaliti o "Unni bianchi" che sottomisero i Sassanidi e invasero l'India nord-occidentale, affermando che erano della stessa stirpe, "sia di fatto che di nome", anche se contrappone gli Unni agli Eftaliti, in quanto questi ultimi erano sedentari, di pelle bianca e possedevano caratteristiche "non brutte":
(Procopio di Cesarea, Storia delle guerre, 1, 3)
I Kidariti, che invasero la Battriana nella seconda metà del IV secolo, sono generalmente considerati la prima ondata di Hunas ad entrare nel Subcontinente indiano.
L'impero Gupta sotto Skandagupta, nel V secolo, aveva respinto con successo un attacco unno nel nord-ovest nel 460. Tuttavia, nel corso degli anni successivi, gli Unni, sotto re successivi, riuscirono a penetrare nel subcontinente.
Inizialmente si erano insediati nel bacino dell'Oxus, in Asia centrale, e avevano stabilito il loro controllo sul Gandhara, nella parte nord-occidentale del subcontinente indiano, intorno al 465. Da lì si estesero in varie parti dell'India settentrionale, occidentale e centrale. Gli Hūṇas sono menzionati in diversi testi antichi come il Rāmāyaṇa, il Mahābhārata, il Purāṇas e il Raghuvaṃśa di Kalidasa.
Nelle fonti buddiste, i re Hunas sono descritti come "rudi e crudeli". Furono responsabili della distruzione dei monasteri buddisti e dei centri di apprendimento nelle regioni nord-occidentali del Paese. Nel 528, un'altra campagna condotta da una coalizione di re indiani sconfisse definitivamente il re Mihirakula e il suo esercito Huna. La vittoria fu iscritta su un pilastro di pietra ed eretto in onore (e in lode) di uno dei leader della coalizione, il re Yashodharman, a Mandasaur, nell'India centrale.